# Johan Agrell
Johan Agrell (né le 1er février 1701 à Löth et mort à Nuremberg le 19 janvier 1765) est un compositeur suédois de musique baroque.
Né à Löth dans la province de Östergötland, Agrell fait ses études à Uppsala. En 1734, il est violoniste à la cour de Cassel dans le landgraviat de Hesse-Cassel puis voyage à travers l'Europe, notamment en Angleterre, France et Italie. À partir de 1746, il est maître de chapelle à Nuremberg. Il compose des pièces vocales et de nombreuses symphonies, concertos pour clavecin et sonates dont la plupart ont été publiées. Il est considéré comme un des représentants du « mouvement galant » du nord de l'Allemagne et est apprécié pour ses compositions ainsi que comme instrumentiste et chef d'orchestre. Il aurait composé au moins 22 symphonies selon le musicologue Per Lindfors. Il meurt à Nuremberg.

## Œuvres (sélection)
- Concertos pour clavecin obligé et cordes
- Concertos pour clavecin obligé, flûte traversière et violon concertant avec orchestre à cordes
- Concerto pour hautbois en Si bémol Majeur
- 6 sonates pour le clavecin (Nuremberg et Londres, 1748)
- Concerto pour violon et orchestre en Ré Majeur
- Sinfonies en La Majeur, Ré Majeur, Si mineur, Si bémol Majeur, etc

## Sources
- (en) Cet article est partiellement ou en totalité issu de l’article de Wikipédia en anglais intitulé « Johan Agrell » (voir la liste des auteurs).